# Joseph Cludts
Joseph Cludts (1896) è stato un pallanuotista belga, vincitore di una medaglia d'argento all'olimpiade di Parigi 1924.